# 노퍽 테리어

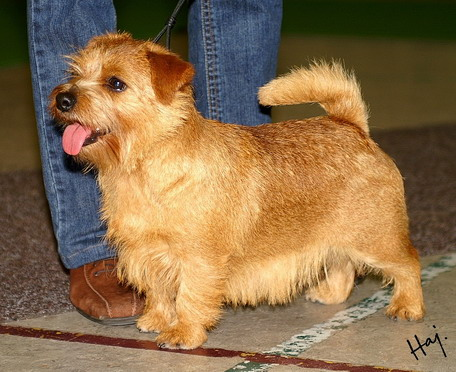

노퍽 테리어(Norfolk Terrier)는 영국의 개 품종이다. 1964년에 독립적인 품종으로 인정받기 전에는 접힌 귀 모양으로 인해 "뾰족한 귀" 노리치와 구별되는 다양한 노리치 테리어였다. 노퍽 테리어와 노리치 테리어는 워킹 테리어(working terrier) 중에서 가장 작다.

## 설명

### 모습
노퍽 테리어는 다양한 국가 개집 클럽의 품종 기준에 따라 "빨간색, 밀(wheaten)색, 검은색 및 황갈색 또는 회색빛의 모든 색조"일 수 있는 강털을 가지고 있다.
노퍽 테리어는 일하는 테리어 중에서 가장 작다. 그들은 활동적이고 촘촘하며 자유롭게 움직이며, 좋은 질과 뼈를 가지고 있다. 질이 좋다는 것은 갈비뼈와 뼈의 스프링이 몸에 잘 맞아서 아주 민첩한 래터견이나 흙견이 될 수 있다는 뜻이다.
노퍽 테리어는 적당한 비율의 개이다. 너무 무거운 개는 민첩하지 않는다. 너무 세련된 개는 장난감 품종이 될 것이다. 노퍽은 일반적으로 도달 거리와 추진력이 더 많고 후방 각도가 더 강하므로 노리치 사촌보다 더 많은 땅을 덮는다. 노퍽은 앞뒤의 균형 잡힌 각도와 약간 긴 등 길이로 인해 측면 보행이 좋다.
이상적인 키는 기갑에서 23~25cm(9~10인치)이고 체중은 약 5.0~5.4kg(11~12파운드)이다.